# Steven van Hengel
Steven Jan Hendrik van Hengel (Amsterdam, 1925 - 1985) was een Nederlandse golfer en stond internationaal bekend als expert over de ontstaansgeschiedenis van golf.
Bekend is dat veel landen claimen dat de golfsport bij hen is begonnen. Van Hengel heeft geprobeerd de waarheid te achterhalen, maar een probleem is dat er in allerlei landen spellen met een stok en een bal wordt gespeeld. In 1982 beschrijft hij zijn boek "Early Golf" hoe er in 1297 al colf gespeeld wordt in Loenen aan de Vecht. Ter ere van de eenjarige bevrijding van kasteel Kronenburg wordt er een wedstrijd gespeeld wie er met de minste aantal slagen van het Regthuys naar de keukendeur van het kasteel kan komen. In het begin van deze eeuw is deze mythe door de sporthistoricus Ayolt Brongers doorgeprikt.

## Trivia
- De Stichting Early Golf beheert de verzameling van Van Hengel. De verzameling is sinds de sluiting van het Sportmuseum in Lelystad aanvankelijk tentoongesteld in het Golfhotel van BurgGolf Purmerend. Thans is de verzameling ondergebracht in de bibliotheek van het Sint Eloyen Gasthuis te Utrecht.
- In 1985 wordt de nieuwe A-baan van de Kennemer naar hem genoemd. Naast de putting green staat een bank met zijn naam erop. In het clubhuis hangt een fraai portret van Van Hengel.